# كارياكو
كارياكو هي جزيرة في جزر غرينادين، وهي أرخبيل من جزر الأنتيل الصغرى. كارياكو هي أقصى شمال الجزيرة غرينادا.

## التاريخ
كان السكان الأوائل هم الهنود الأراواك ثم الكاريبيون الذين أطلقوا عليهم اسم كارياكو «أرض الشعاب المرجانية». تفسير آخر: كاري آكو في تاينوس تعني «عين الرب».
تم احتلال كارياكو من قبل الفرنسيين ولكن تم التنازل عنها في عام 1763 مع غرينادا إلى المملكة المتحدة بموجب معاهدة باريس.
اليوم، غالبية السكان هم من نسل العبيد الأفارقة. لا يزال هناك تأثير بريطاني على الجزيرة التي كانت لفترة طويلة في الإمبراطورية البريطانية وهي مرتبطة بغرينادا، وهي عضو في دول كومنولث. هناك أيضًا تأثير فرنسي في أسماء القرى وفي لغة مولدة المحلية.
لا تزال هناك مبانٍ تقليدية للقوارب في قرية واندوارد الواقعة شمال الجزيرة حيث نجد أحفاد اسكتلنديين وأيرلنديين.
هاجر العديد من سكان جزة كارياكو إلى المملكة المتحدة والولايات المتحدة أو جزر الأنتيل الأخرى بسبب نقص فرص العمل. لا يوجد في الجزيرة قطاع صناعي ولا تزال الزراعة هي النشاط الرئيسي للجزيرة. يعود العديد من سكان الجزيرة إلى جزيرتهم لقضاء عطلة أو للتقاعد.

## جغرافيا
كارياكو، والمعروفة باسم «الجزيرة محاطة بالشعاب المرجانية»، هي أكبر جزيرة في جزر غرينادين وتتمتع بسمعة كونها واحدة من أجمل جزر الأنتيل. إنه يوفر شواطئ رملية بيضاء طويلة وخلجان عميقة إلى حد ما ومواقع للتضاريس والرسو.
المدن أو القرى الرئيسية هي هيلزبره وليستر وجراند باي وهارفي فيل وويندوارد.
لا يوجد أنهار في كارياكو، وتأتي إمدادات المياه فقط من هطول الامطار. يمتد موسم الجفاف من فبراير إلى يونيو.
تقع جزيرة كارياكو على بعد حوالي 50 كيلومتر شمال جزيرة غرينادا. وتبلغ مساحتها 2,4 كم مربع ويبلغ عدد سكانها 900 نسمة يعيشون بشكل رئيسي من بناء السفن الحرفية وصيد الأسماك ورحلات السفاري البحرية.

## معرض

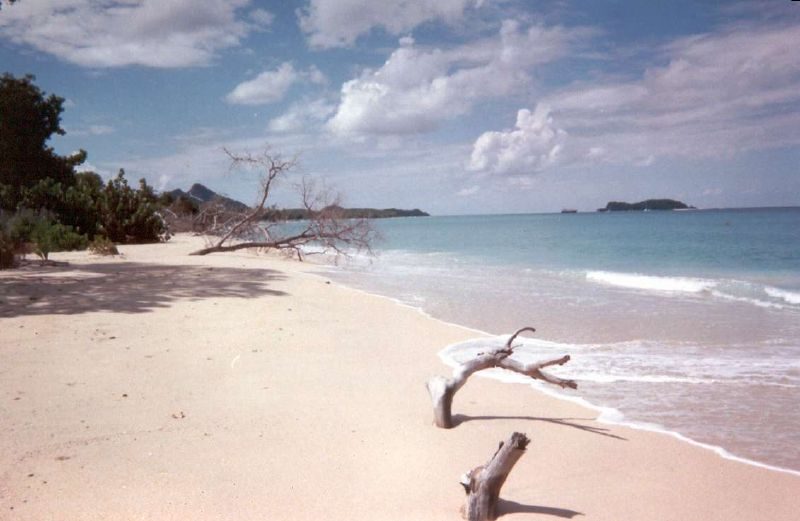
شاطىء كارياكو
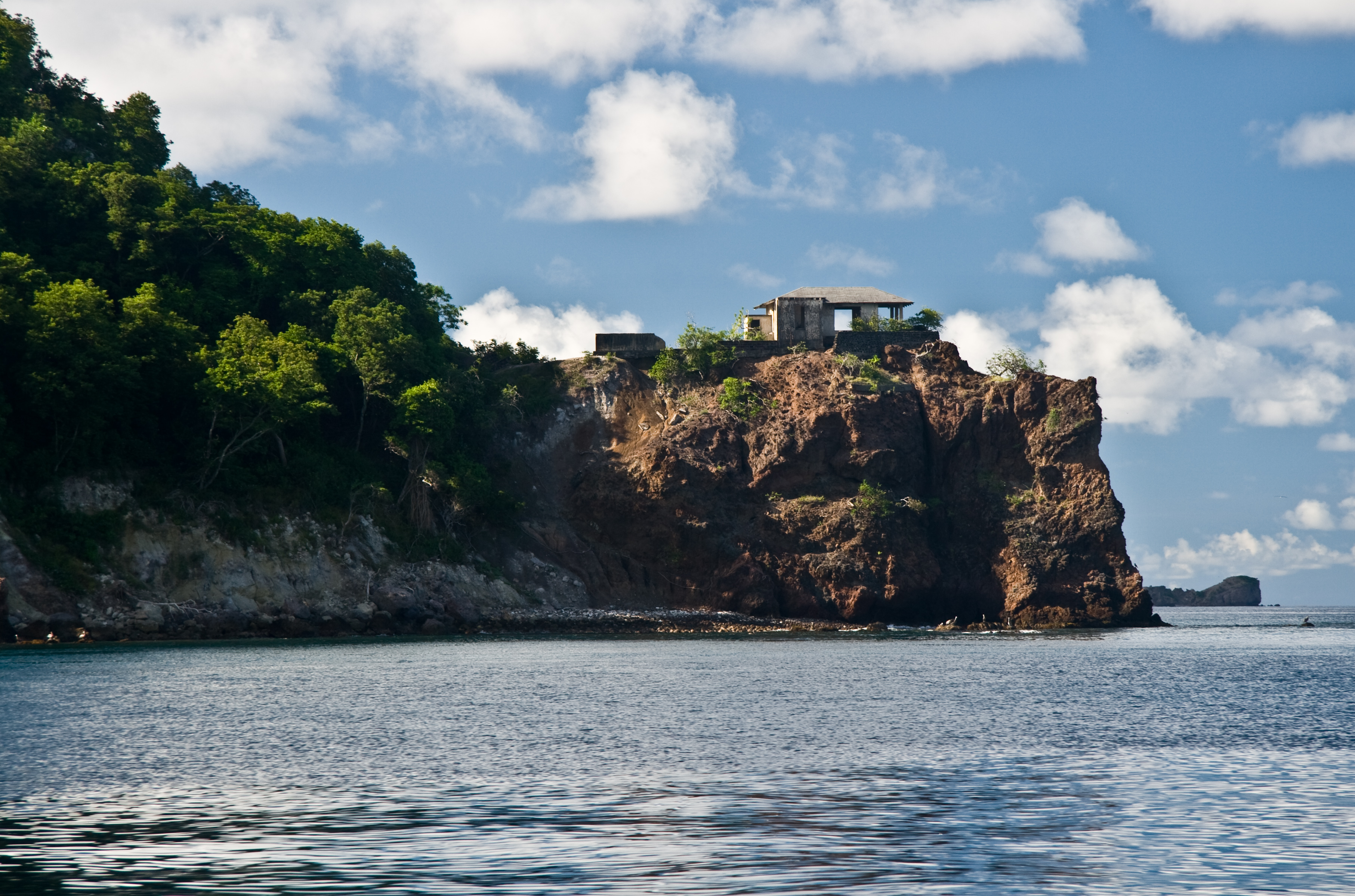
مبنى فارغ في الجزء الغربي

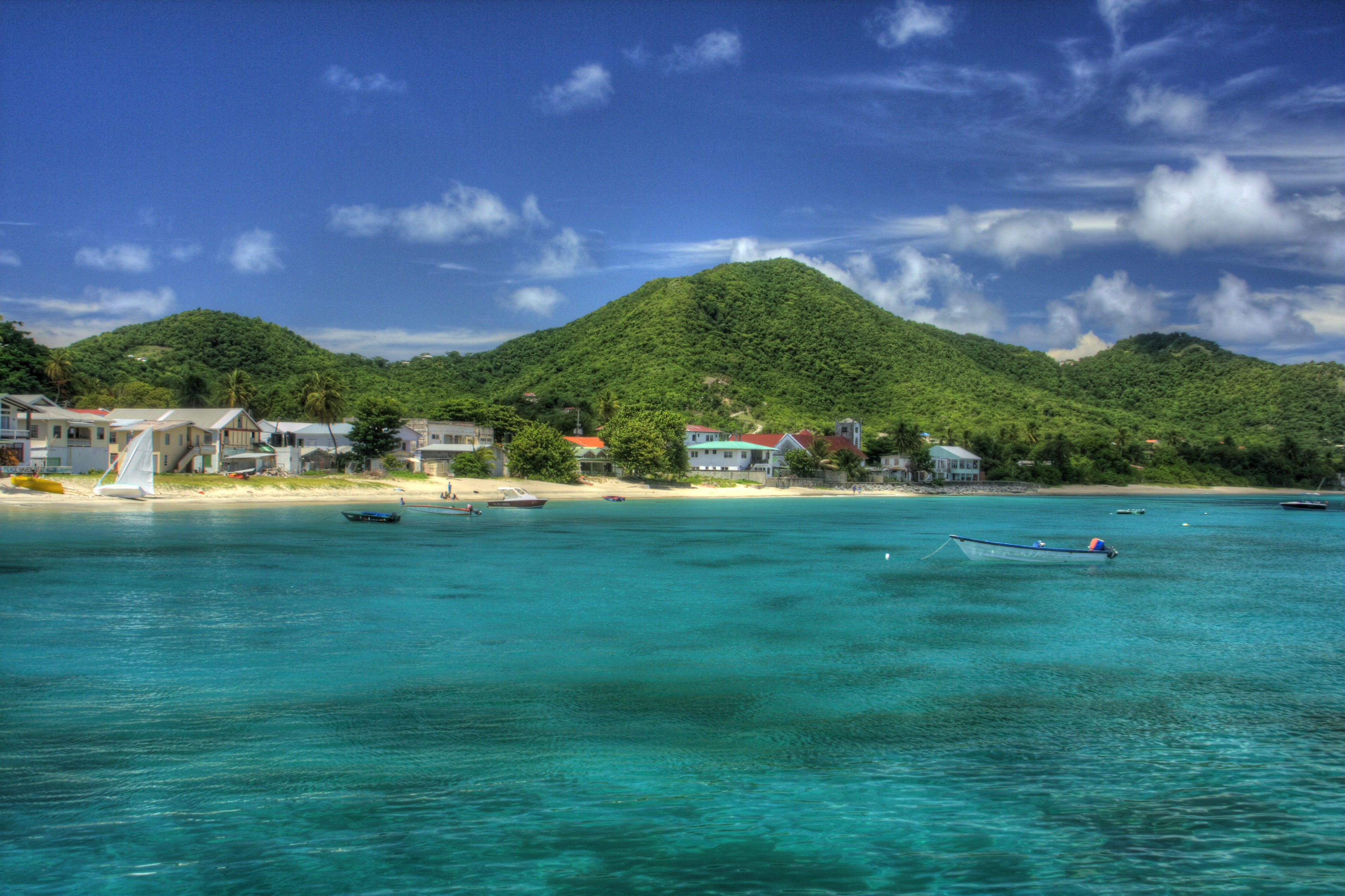
منظر كارياكو

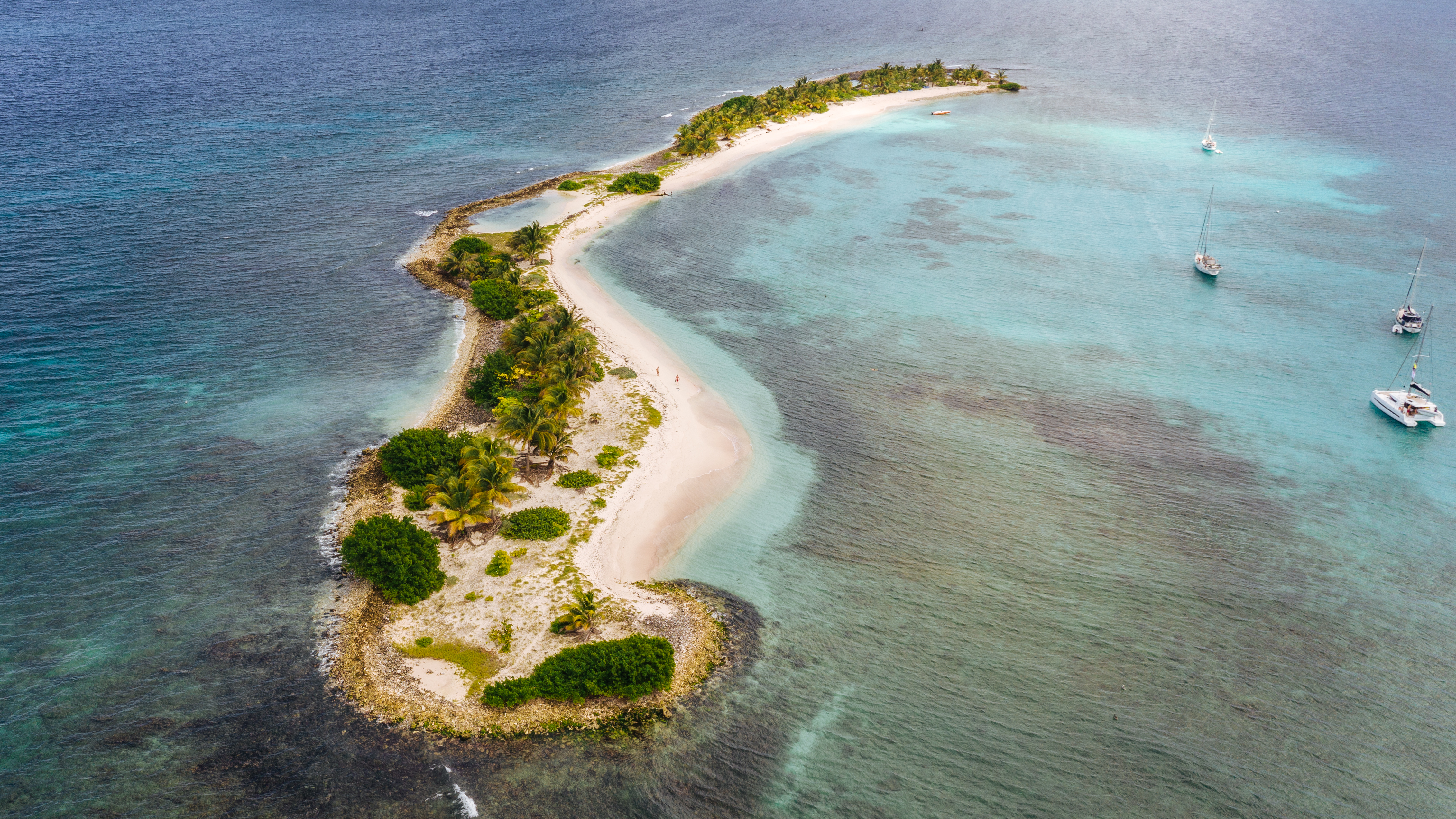
منظر من الجو